# Michael Pommerening
Michael Pommerening (* 1950 in Hamburg) ist ein deutscher Rechtsanwalt und Heimatforscher.

## Leben
Pommerenings Mutter war Schulleiterin, sein Vater Realschullehrer. Er besuchte das Matthias-Claudius-Gymnasium in Hamburg-Wandsbek und legte an diesem 1969 das Abitur ab. Anschließend studierte Pommerening Rechtswissenschaft an der Universität Hamburg.

### Berufliche Tätigkeit
Nach dem Referendariat trat Pommerening 1979 in eine Wandsbeker Kanzlei ein. Seit 1981 ist er in dieser Sozius.

### Ehrenamtliche Tätigkeit
Michael Pommerenings Interesse gilt insbesondere dem Schachsport und der Geschichte Wandsbeks. Er ist seit 2011 Vorsitzender des Grundeigentümervereins Wandsbek von 1891 und seit 1998 Vorsitzender des Wandsbeker Forums, eines Gesprächskreises und seit 2003 Vorstandsmitglied im Verein City-Wandsbek e.V.

#### Schach
Pommerening engagierte sich für die Jugendarbeit im Bereich Schach. 1977 gründete er den Schachclub Diogenes. Diesen leitete er von 1977 bis 1994 erfolgreich. Pommerening ist Ehrenvorsitzender des Clubs. In den Jahren 1980 und 1981 veranstaltete er in der Hamburger Sporthalle das Internationale Schachfestival mit mehr als 500 Teilnehmern aus allen Kontinenten.

#### Wandsbek
Außer seinem Engagement für den Schachsport trug Michael Pommerening dazu bei, das Wissen über die Geschichte Wandsbeks wach zu halten. Er initiierte den Historischen Rundgang durch Wandsbek und ist Autor sowie Herausgeber zahlreicher Bücher, die sich mit der Vergangenheit Wandsbeks auseinandersetzen. Nicht zuletzt befassen sich seine Veröffentlichungen mit Matthias Claudius.

##### Mühlenbek Verlag
Im Jahr 2000 gründete Pommerening den Mühlenbek Verlag. In diesem erscheinen Werke zur Geschichte Wandsbeks, zuletzt 2015 eine vielbeachtete Claudius-Biographie.
Wandsbeker Forum
Seit 1998 ist Pommerening Vorsitzender des Gesprächskreises Wandsbeker Forum, der 1987 von Karl-Heinz Lehmann gegründet worden war. Die Mitglieder treffen sich einmal im Monat. Seitdem waren zu Gast u. a. alle Hamburger Bürgermeister seit Henning Voscherau und zahlreiche weitere Prominente aus Politik, Wirtschaft und Verbänden.
City Wandsbek
Seit der Gründung ist Pommerening Vorstandsmitglied des Vereins, der sich in der Standortentwicklung rund um den Wandsbeker Markt engagiert und 2025 zum 2. Mal ein BID (Business Improvement District) einrichtete.

## Auszeichnungen
Michael Pommerenings ehrenamtliches Wirken fand öffentliche Anerkennung. 2010 wurde ihm die Verdienstmedaille des Verdienstordens der Bundesrepublik Deutschland verliehen, die erste Stufe des Bundesverdienstkreuzes. Zuvor erhielt er im Jahr 2004 den Portugaleser in Bronze. Im Jahr 2022 würdigte ihn die Bezirksversammlung Wandsbek mit dem Bürgerpreis für Kultur und 1990 der Hamburger Schachverband mit der „Goldenen Ehrennadel“.